# Hipswell
Hipswell is een civil parish in het bestuurlijke gebied Richmondshire, in het Engelse graafschap North Yorkshire.

## Geboren
- John Wyclif (1330-1384), kerkhervormer